# Sonotrella typica
Sonotrella typica är en insektsart som beskrevs av Andrej Vasiljevitj Gorochov 2002. Sonotrella typica ingår i släktet Sonotrella och familjen syrsor. Inga underarter finns listade i Catalogue of Life.